# Монтион, Антуан Оже де
Барон Антуа́н Оже́ де Монтио́н (фр. Antoine Jean Baptiste Robert Auget de Montyon; 1733 года, Париж — 1820 года, там же) — французский экономист; филантроп, основатель премии, носящей его имя, и до сих пор присуждаемой Французской академией и парижской академией наук.
Был секретарем графа Артуа, за которым во время эмиграции последовал в Англию. Бо̀льшую часть своего крупного состояния он назначил на дела благотворительности и для поощрения научных занятий.